# Crypteroniaceae
Crypteroniaceae A.DC. è una famiglia di piante angiosperme dell'ordine Myrtales.

## Tassonomia
La famiglia comprende i seguenti generi:
- Axinandra Thwaites
- Crypteronia Blume
- Dactylocladus Oliv.